# Trattato transatlantico sul commercio e gli investimenti
Il Partenariato transatlantico per il commercio e gli investimenti (in inglese Transatlantic Trade and Investment Partnership, TTIP), inizialmente definito Zona di libero scambio transatlantica (TransAtlantic Free Trade Area, TAFTA), è un accordo commerciale di libero scambio in corso di negoziato dal 2013 tra l'Unione europea e gli Stati Uniti d'America.
L'obiettivo è quello di integrare i due mercati, riducendo i dazi doganali e rimuovendo in una vasta gamma di settori le barriere non tariffarie, ossia le differenze in regolamenti tecnici, norme e procedure di omologazione, standard applicati ai prodotti, regole sanitarie e fitosanitarie. Ciò renderebbe possibile la libera circolazione delle merci, faciliterebbe il flusso degli investimenti e l'accesso ai rispettivi mercati dei servizi e degli appalti pubblici.
Se il progetto andasse in porto, verrebbe creata la più grande area di libero scambio esistente, poiché UE e USA rappresentano circa la metà del PIL mondiale e un terzo del commercio globale. L'accordo potrebbe essere esteso ad altri paesi con cui le due controparti hanno già in vigore accordi di libero scambio, in particolare i paesi membri dell'Accordo nordamericano per il libero scambio (NAFTA) e dell'Associazione europea di libero scambio (EFTA).
L'accordo è costituito da 24 capitoli suddivisi in 3 parti, le cui direttive di negoziato sono state declassificate su impulso italiano e rese pubbliche dalla Commissione europea nell'ottobre 2014. Sono state iniziate delle pubbliche consultazioni online su alcuni temi di rilievo. La commissione ha pubblicato sul suo sito una panoramica in cui si illustrano i contenuti salienti del TTIP.
A fine agosto 2016 il vicecancelliere tedesco Sigmar Gabriel, in un'intervista rilasciata a ZDF, ha affermato: «I negoziati con gli Stati Uniti sono effettivamente falliti perché come europei non possiamo accettare supinamente le richieste americane». Inoltre su 27 capitoli neanche su uno le delegazioni erano giunte ad un accordo dopo 14 round di colloqui. Anche la Francia a maggio 2016 si era detta contraria al libero scambio "senza regole".

## Motivazioni
I proponenti sostengono che l'accordo sarà causa di crescita economica per i paesi partecipanti, mentre i critici sostengono che questo aumenterà il potere delle multinazionali e renderà più difficile ai governi il controllo dei mercati per massimizzare il benessere collettivo. Uno studio della Tufts University del Massachusetts mette addirittura in discussione gli impatti positivi del trattato, evidenziando l'effetto di disarticolazione del mercato interno europeo, di depressione della domanda interna e della conseguente diminuzione del PIL europeo. Il governo statunitense considera il TTIP come un accordo che accompagna un altro trattato proposto, conosciuto come Partenariato trans-Pacifico. Dopo la divulgazione di una bozza della proposta nel marzo 2014, la Commissione europea ha lanciato un giro di pubbliche consultazioni on line, aperte a tutti i cittadini della Comunità europea, su alcuni temi rilevanti del trattato, inclusa la contestata clausola ISDS (Investor-state dispute settlement) con pubblicazione, nel gennaio 2015, di relazioni sulle consultazioni e una panoramica generale.
La bozza del trattato contiene limitazioni sulle leggi che i governi partecipanti potrebbero adottare per regolamentare diversi settori economici, in particolare banche, assicurazioni, telecomunicazioni e servizi postali.
Secondo la stessa Commissione Europea tra i contenuti del trattato di partnership commerciale ci sarà l'introduzione di un arbitrato internazionale (denominato ISDS-Investor-state dispute settlement).
Sarà ammessa la libera circolazione dei lavoratori in tutte le nazioni firmatarie.

## Effetti del trattato
Il TTIP punta a un accordo che dovrebbe "liberalizzare un terzo del commercio globale" e gli ideatori sostengono che creerebbe milioni di nuovi e stipendiati posti di lavoro. "Con dazi tra Stati Uniti ed Unione Europea già bassi, lo United Kingdom's Centre for Economic Policy Research stima che l'80% dei potenziali vantaggi economici derivanti dal trattato dipendano dal ridurre i conflitti legislativi tra UE e USA circa queste tasse ed altri problemi, spaziando dalla sicurezza alimentare ai componenti per automobili." Una strategia ritenuta di successo da Thomas Bollyky (del Council on Foreign Relations) e da Anu Bradford (della Facoltà di Legge alla Columbia University), che si focalizzerà sui settori del commercio per i quali normative transatlantiche e locali possono spesso sovrapporsi, per esempio il settore farmaceutico, agricolo e finanziario. Ciò dovrebbe assicurare che sia gli USA che l'UE rimangano principali esportatori, piuttosto che importatori nell'economia globale, conseguentemente garantendo agli investitori internazionali la sicurezza nell'investire in quest'area del mondo.
In un articolo del Wall Street Journal, il CEO della Siemens GmbH (con una forza lavoro localizzata per il 70% in Europa e per il resto negli Stati Uniti) sostiene che il TTIP rafforzerebbe la competitività globale di USA e UE riducendo le barriere di scambio, migliorando la protezione delle proprietà intellettuali e stabilendo nuove "rotte commerciali" internazionali.
La Commissione Europea dice che il TTIP dovrebbe far crescere l'economia europea di 120 miliardi di euro, quella statunitense di circa 90 miliardi e quella mondiale di circa 100 miliardi di euro. Le trattative sono cominciate nel luglio 2013 e giunte ad una svolta entro la fine dell'anno. A maggio 2016, tale accordo non è ancora stato approvato e si ritiene che, se sarà accolto, ciò non avverrà prima della fine del 2016.
In un articolo pubblicato sul The Guardian il 15 luglio 2013, Dean Baker del United States' Center for Economic and Policy Research osservò che con le barriere tradizionali al commercio tra USA e UE, l'accordo punterebbe a riscrivere le regolamentazioni nazionali riguardo alla fratturazione, agli OGM e alle leggi finanziarie, vincolando anche le leggi sul diritto d'autore. Tuttavia, entro il 2027, applicando questo "guadagno" al cittadino medio si otterrebbe un ipotetico aumento di stipendio di circa 50 $ all'anno (45-46 €).

## Critiche
Joseph Stiglitz sostiene che l'accordo comporterà una riduzione delle garanzie e una mancanza di tutela dei diritti dei consumatori.
Tra le critiche più importanti ci sono quelle che riguardano il mondo del farmaco e dell'alimentare, essendo essi già da tempo oggetto di ampi e diffusi fenomeni di disease mongering, che potrebbero aumentare con la deregolamentazione che il TTIP produrrà.
Una critica metodologica al negoziato è la supposta mancanza di trasparenza: i vari stadi di avanzamento dell'accordo non sono resi pubblici e sono difficilmente accessibili agli stessi europarlamentari che dovranno approvarlo.
Molte organizzazioni della società civile sia statunitense che europea hanno deciso di coordinarsi in reti nazionali o internazionali (come la Campagna italiana Stop TTIP o l'omonima campagna europea) con l'obiettivo di informare e sensibilizzare l'opinione pubblica sui possibili impatti del trattato transatlantico. Diverse sono state le pubblicazioni diffuse, come il rapporto di CEO e Friends of the Earth Europe sulla cooperazione regolatoria o quello redatto da Fairwatch sugli impatti del TTIP sul comparto agroalimentare italiano.
Inoltre, diversi economisti utilizzando diversi modelli econometrici ritengono che il TTIP possa portare ad un calo dei salari nonché ad un aumento della disoccupazione e della disgregazione sociale in Europa; una lettura contraria a quella presentata dalla Commissione europea, secondo la quale TTIP potrebbe portare ad un calo della disoccupazione e ad un aumento degli investimenti.
La trasmissione Report ha dedicato al TTIP la puntata del 19 ottobre 2014, nella quale sono stati presentati molti dei fattori di criticità del trattato, non ultimo l'essere il suo contenuto parzialmente sconosciuto.

L'obiettivo dichiarato del TTIP è quello di integrare i due mercati, riducendo i dazi doganali e rimuovendo in una vasta gamma di settori le barriere non tariffarie, ossia le differenze in regolamenti tecnici, norme e procedure di omologazione, standard applicati ai prodotti, regole sanitarie e fitosanitarie.
A partire dal 2014 questa materia è oggetto di articoli scientifici pubblicati su riviste censite da PubMed. Emerge sempre più - nella letteratura scientifica e non - il ruolo condizionante che avrà il TTIP nello sviluppo e diffusione dei farmaci tra l'Europa e gli Stati Uniti.